# Стренья
Стренья (італ. Stregna) — муніципалітет в Італії, у регіоні Фріулі-Венеція-Джулія,  провінція Удіне.
Стренья розташована на відстані близько 480 км на північ від Рима, 60 км на північ від Трієста, 28 км на схід від Удіне.
Населення — 367 осіб (2014).
Щорічний фестиваль відбувається 25 січня. Покровитель — Conversione di San Paolo.

## Демографія
Населення за роками:

Станом на 1 січня 2023 року в муніципалітеті офіційно проживало 17 іноземців з 11 країн, серед них 2 громадяни країн Євросоюзу та 1 громадянин України.

## Сусідні муніципалітети
- Канале-д'Ізонцо
- Гримакко
- Препотто
- Сан-Леонардо